# Desa Suroyudan (administrativ by i Indonesien, lat -7,47, long 110,29)
Desa Suroyudan är en administrativ by i Indonesien.   Den ligger i provinsen Jawa Tengah, i den västra delen av landet, 400 km öster om huvudstaden Jakarta.